# Hendrik de Oudere van Plauen

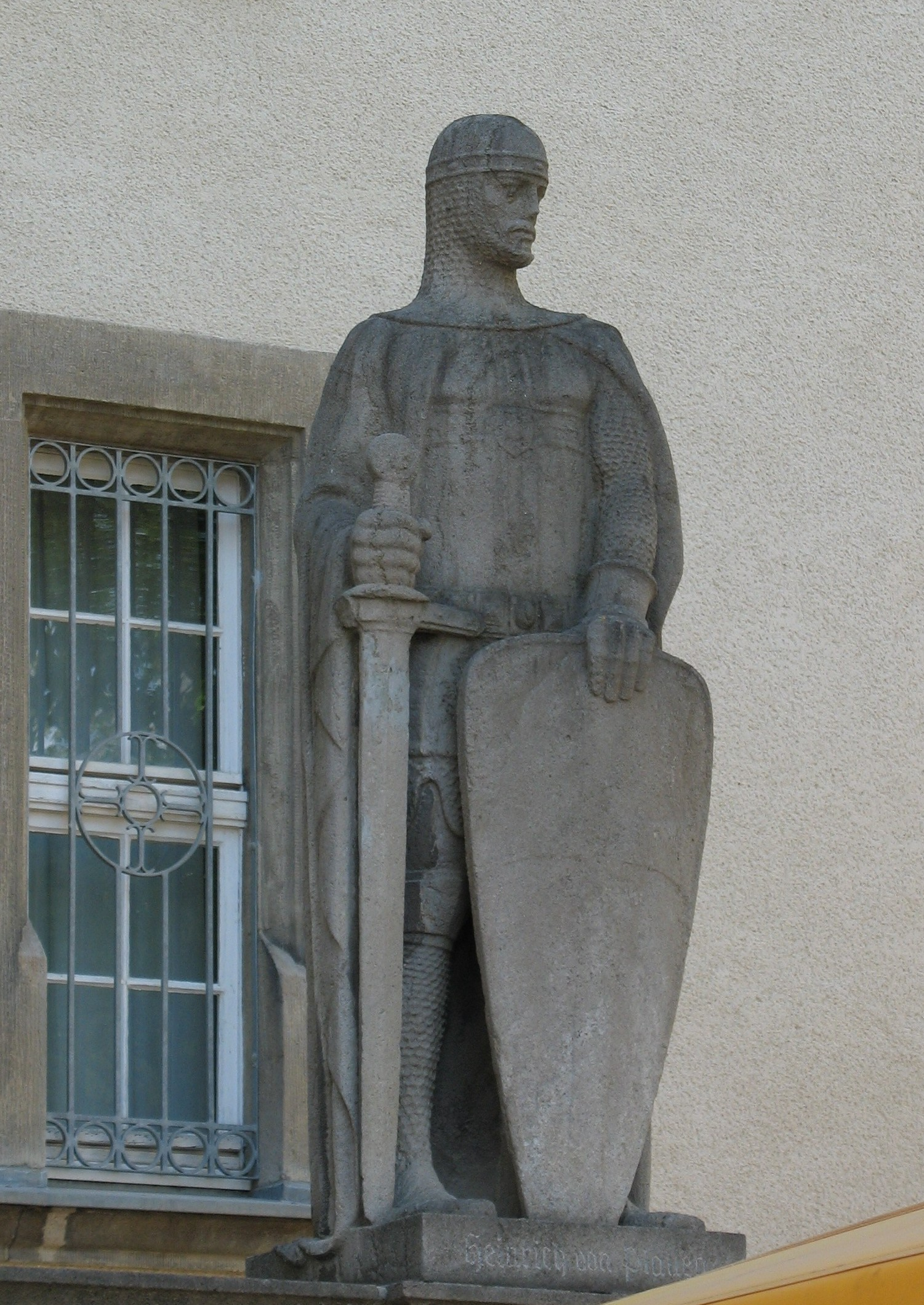
Standbeeld van Hendrik de Oudere van Plauen voor het oude raadshuis in Plauen.

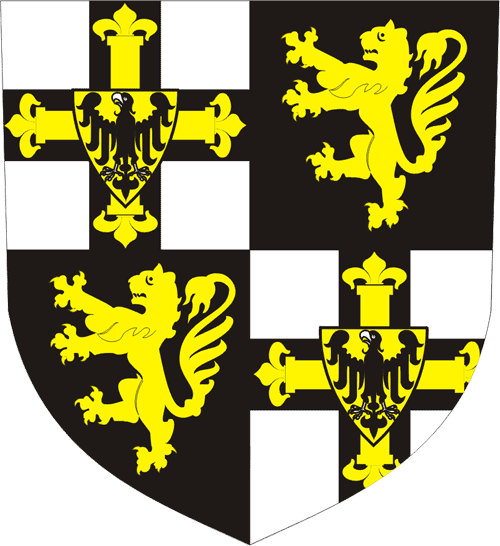
Wapen van Hendrik van Plauen als grootmeester van de Duitse Orde.

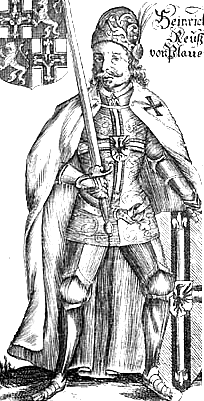
Afbeelding van Hendrik van Plauen (16e eeuw).

Hendrik de Oudere van Plauen (1370 - Lochstädt bij Koningsbergen, 1429), ook "redder van de Duitse Orde" genoemd, was de zevenentwintigste grootmeester van de Duitse Orde van 1410 tot 1413. Hij was uit de oudere lijn van het geslacht van voogden en heren van Plauen, namelijk uit het Huis Mühltroff. Omdat alle mannelijke leden van zijn familie de naam Hendrik (Heinrich) kregen, noemt men hem Hendrik de Oudere van Plauen om hem te onderscheiden van andere familieleden, zoals bijvoorbeeld van Hendrik de Jongere van Plauen (overleden ca. 1441).

## Leven

### Vroege carrière
Hendrik de Oudere van Plauen werd geboren in Vogtland, in de buurt van Thüringen en Saksen. Van Plauen kwam rond 1390 aan in Pruisen als een gast van de Duitse Orde en trad in 1391 in deze Orde in. Hendrik had van 1399 tot 1402 de leiding over de huiscommanderij in Gdańsk (destijds Danzig geheten). Aansluitend daarop was hij van 1402 tot 1407 commandeur van Nieszawa (Nessau) en van 1407 tot 1410 commandeur van Świecie (Schwetz).

### "Redder van de Duitse Orde"
Als bevelhebber van het Pommerelse legerkorps van 2.000 man kon Hendrik zich in de zomer van 1410 als gevolg van de in een stroomversnelling geraakte gebeurtenissen niet meer met het hoofdleger van de Duitse Orde verenigen. Na de catastrofe van 15 juli 1410 in de Slag bij Tannenberg leidde hij zijn troepen in een geforceerde mars naar het Slot Mariënburg, de bestuurlijke hoofdstad van de Duitse Orde, waar hij tot en met 23 juli 1410 de verdedigingswerken herstelde en versterkte alsook de langzamerhand arriverende restanten van het verslagen Ordeleger terug bijeenbracht.
In de daaropvolgende belegering van Mariënburg (van 26 juli tot 19 september 1410) verdedigde hij met succes de Mariënburg, totdat het Pools-Litouwse belegeringsleger, dat door mislukkingen, honger en besmettelijke ziektes verzwakt alsook door een oprukkende ontzettingsmacht uit Lijfland en het Heilig Roomse Rijk werd bedreigd, op 19 september 1410 definitief wegtrok. In de weken daarop volgde het herstel van de heerschappij van de Duitse Orde in West-Pruisen.

### Grootmeester van de Duitse Orde
Op 9 november 1410 koos het generaal kapittel in Mariënburg Hendrik van Plauen tot grootmeester van de Duitse Orde. De nieuw grootmeester stond voor een moeilijke taak: hij moest de forten van de Duitse Orde repareren, de economie herstellen, nieuwe ridders zien te werven en de reputatie van de Duitse Orde beschermen.
Op 1 februari 1411 sloot de nieuwbakken grootmeester in Thorn vrede met Polen, hetgeen een grote diplomatieke prestatie was. De Orde moest buiten Samogitië aan groothertog Vytautas en Wladislaus II Jagiello weliswaar geen gebieden afstaan, doch de hoge herstelbelastingen en losgelden voor de gevangengenomen ridders, in totaal 100.000 van 60 stuks Boheemse stuivers, in vier termijnen te betalen, wogen zwaar door. Dit dwong Hendrik ertoe tot belastingverhogingen over te gaan. Hij wou de verantwoordelijkheid voor deze lasten door een Landesrat laten meedragen, waarin 16 vertegenwoordigers van de steden en 32 leden van de wereldlijke adel zouden zetelen. Om het geld op te halen voor de eerste termijn riep Hendrik de  vertegenwoordigers van de Pruisische steden naar Ostróda (Osterode) in februari 1411. Hij stelde een speciale 'belasting' voor van 1⅔ % op het bezit van elke stad. Buiten Danzig gingen alle andere steden hiermee akkoord. Omdat de beslissing niet unaniem was, besloot van Plauen een tweede vergadering te organiseren, deze keer in Elbląg (op dat moment Elbing geheten). In deze vergadering sloot Toruń (Thorn) zich nu aan bij Danzig. Daarop besloot Hendrik van Plauen om de belasting dan maar af te dwingen. Thorn gaf zich met maar weinig weerstand hieraan over, maar Danzig bleef zich tot 5 april 1411 hiertegen verzetten.
In de daarop volgende tijd bemoeide Hendrik zich met het nakomen van de voorwaarden van het vredesverdrag, in het bijzonder de herstelbelasting. Dit werd hem bemoeilijkt door disputen binnen de Orde, met de staten of stenden alsook door de voortgezette provocaties van de kant van Wladislaus II Jagiello.
Ook vocht  Hendrik de Oudere van Plauen actief tegen de Hagedissenbond (Eidechsenbund). In  1411 ontdekte van Plauen een complot van Georg van Wirsberg, de commandeur van Rehden (Radzyń Chełmiński). Hij  beval hierna de onthoofding zonder proces van Nicholas von Renys, een van de medeoprichters van de Hagedissenbond, wegens het helpen van de Polen. Deze executie vond plaats in Grudziądz (Graudenz).
Onder Hendrik van Plauen brak de reeds lang aanzwellende interne crisis binnen de Orde voor het eerst volledig los, vergezeld van geschillen met de in toenemend mate zelfbewuster wordende en agerende stenden of staten.  Om aan Jagiello's intriges een einde te stellen, besloot Hendrik in september 1413 tot oorlog over te gaan – tegen de wil van haast alle hoogwaardigheidsbekleders (onder andere Benedict Makrai). En aan het einde van de zomer (1413) verzamelde hij een 6.000 man sterk leger bij de grens met Pommeren, alsook een leger van 15.000 man bij de grens met Dobrzyń Land of Dobriner Land en het hertogdom Mazovië (onder leiding van Michael Küchmeister van Sternberg, Ordemaarschalk en commandeur van Koningsbergen (huidige Kaliningrad)). Het leek het goede moment om aan te vallen, omdat Wladislaus II Jagiello in het zuiden zat om hertog Vytautas de Grote te helpen in diens oorlog met de Republiek Novgorod. Küchmeister viel in het noorden van Polen binnen, maar trok zich al na 16 dagen terug. De inval in Pommeren eindigde op een soortgelijke wijze door ongehoorzame ridders.

### Afzetting als grootmeester en latere leven
Daarop riep Hendrik van Plauen op 14 oktober 1413 het Pruisisch generaal kapittel in Mariënburg bijeen, om de maarschalk te laten terugroepen. Deze draaide echter, waarschijnlijk hierop bedacht, de rollen met de hulp van de hoogwaardigheidsbekleders om; hij liet op 9 oktober de grootmeester gevangennemen en vastzetten. Het kapittel kwam vijf dagen later bijeen, waarop men Herman Gans aanstelde als grootmeester ad interim. In januari 1414 kwam het kapittel terug bijeen om een nieuwe grootmeester te verkiezen, nadat van Plauen officieel was afgetreden en Küchmeister werd aangewezen als zijn opvolger.
Aanvankelijk als commandeur van de Engelsburg (Pokrzywno (Gruta)) aangesteld, werd hij door zijn opvolger na diens ambtsovername van hoogverraad beticht, gevangengezet en van 1414 tot 1422 in Gdańsk en Brandenburg samen met zijn broer, de commandeur van Gdańsk, onder strenge bewaking gevangen gehouden omdat Wladislaus II Jagiello het niet eens was met de nieuwe grootmeester en pleitte dat van Plauen zijn positie moest terugkrijgen. Küchmeister probeerde de onderhandelingen met Polen te heropenen, maar slaagde hier niet in. In de zomer van 1414 zou de zogenaamde Hongeroorlog uitbreken in een poging het conflict met de wapens te beslechten. Het was pas de opvolger van Michael Küchmeister, Paul van Rusdorf, die hen uit de kerker bevrijdde en hem het ambt van Pfleger (voogd) van Lochstädt toewees. Hier bracht hij de rest van zijn leven door, tot aan zijn dood in 1429.

## Begraafplaats
Hij werd, zoals zijn voorgangers, in de Annakapel van Mariënburg ter aarde besteld, waar zijn grafplaat nog steeds te bezichtigen is. Hendrik van Plauen werd oorspronkelijk bijgezet in de Sint-Annakapel van Mariënburg. In mei 2007 ontdekten archeologen in een crypte onder het priesterkoor van de Dom in Kwidzyn (Marienwerder) (eertijds West-Pruisen) van Plauen's doodkist. Tezamen met zijn laatste rustplaats werden ook de sterfelijke restanten van twee andere grootmeester teruggevonden, namelijk van Werner van Orseln en Ludolf König von Wattzau. Volgens dendrochronologische onderzoek van het voor de doodskist gebruikte hout alsook na DNA-analyse van de beenderresten, staat het "voor 96 % vast", dat het hier om de genoemde personen gaat.

## Voorouders
| Voorouders van Hendrik de Oudere van Plauen | Voorouders van Hendrik de Oudere van Plauen                                                                 | Voorouders van Hendrik de Oudere van Plauen                                                                 | Voorouders van Hendrik de Oudere van Plauen                                                          | Voorouders van Hendrik de Oudere van Plauen                                                          | Voorouders van Hendrik de Oudere van Plauen                                                                               | Voorouders van Hendrik de Oudere van Plauen                                                                               | Voorouders van Hendrik de Oudere van Plauen                                                                               | Voorouders van Hendrik de Oudere van Plauen                                                                               |
| ------------------------------------------- | --- | --- | --- | --- | --- | --- | --- | --- |
| Overgrootouders                             | Hendrik IV (III) van Plauen (ca. 1308 - 1342/1348) ∞ voor 1333 Agnes van Schlüsselberg (ca. 1312 - na 1348) | Hendrik IV (III) van Plauen (ca. 1308 - 1342/1348) ∞ voor 1333 Agnes van Schlüsselberg (ca. 1312 - na 1348) | Hendrik IV de Oudste van Orlamünde (1298–1357) ∞ ? Irmgarde van Schwarzburg-Blankenburg (1308–1354)  | Hendrik IV de Oudste van Orlamünde (1298–1357) ∞ ? Irmgarde van Schwarzburg-Blankenburg (1308–1354)  | Hendrik IX (VIII) van Weida (1279/1280–1302/1320) ∞ ? N.N. van Lobdeburg                                                  | Hendrik IX (VIII) van Weida (1279/1280–1302/1320) ∞ ? N.N. van Lobdeburg                                                  | Frederik IV (V) van Schönburg-Crimmitschau (1284–1347) ∞ ? Agnes van Kittlitz (1288–1369)                                 | Frederik IV (V) van Schönburg-Crimmitschau (1284–1347) ∞ ? Agnes van Kittlitz (1288–1369)                                 |
| Grootouders                                 | Hendrik V (IV) de Oudere van Plauen (1348–1357) ∞ (1345) Irmgarde van Orlamünde (ca. 1326 - na 1388)        | Hendrik V (IV) de Oudere van Plauen (1348–1357) ∞ (1345) Irmgarde van Orlamünde (ca. 1326 - na 1388)        | Hendrik V (IV) de Oudere van Plauen (1348–1357) ∞ (1345) Irmgarde van Orlamünde (ca. 1326 - na 1388) | Hendrik V (IV) de Oudere van Plauen (1348–1357) ∞ (1345) Irmgarde van Orlamünde (ca. 1326 - na 1388) | Hendrik XI (X) de Oudere van Weida (1302/1320–1363/1366) ∞ na 1336 Catharina van Schönburg-Crimmitschau (na 1310-na 1362) | Hendrik XI (X) de Oudere van Weida (1302/1320–1363/1366) ∞ na 1336 Catharina van Schönburg-Crimmitschau (na 1310-na 1362) | Hendrik XI (X) de Oudere van Weida (1302/1320–1363/1366) ∞ na 1336 Catharina van Schönburg-Crimmitschau (na 1310-na 1362) | Hendrik XI (X) de Oudere van Weida (1302/1320–1363/1366) ∞ na 1336 Catharina van Schönburg-Crimmitschau (na 1310-na 1362) |
| Ouders                                      | Hendrik VII van Plauen (1357-1380 ) ∞ voor 1362 N.N. van Weida (?)                                          | Hendrik VII van Plauen (1357-1380 ) ∞ voor 1362 N.N. van Weida (?)                                          | Hendrik VII van Plauen (1357-1380 ) ∞ voor 1362 N.N. van Weida (?)                                   | Hendrik VII van Plauen (1357-1380 ) ∞ voor 1362 N.N. van Weida (?)                                   | Hendrik VII van Plauen (1357-1380 ) ∞ voor 1362 N.N. van Weida (?)                                                        | Hendrik VII van Plauen (1357-1380 ) ∞ voor 1362 N.N. van Weida (?)                                                        | Hendrik VII van Plauen (1357-1380 ) ∞ voor 1362 N.N. van Weida (?)                                                        | Hendrik VII van Plauen (1357-1380 ) ∞ voor 1362 N.N. van Weida (?)                                                        |